# Operation Mincemeat (film)
Operation Mincemeat  is een Brits-Amerikaanse oorlogsfilm uit 2021, geregisseerd door John Madden. De film is gebaseerd op het boek van Ben Macintyre over de Britse operatie Mincemeat tijdens de Tweede Wereldoorlog. De hoofdrollen worden vertolkt door Colin Firth, Kelly Macdonald, Matthew Macfadyen, Penelope Wilton, Johnny Flynn en Jason Isaacs.

## Verhaal
Tijdens de Tweede Wereldoorlog lanceerden de Britse geheime diensten Operatie Mincemeat, een poging tot desinformatie die in het voorjaar van 1943 werd ondernomen om de geallieerde doelen van de invasie van Sicilië voor de Duitsers te verbergen en mensen te laten geloven in een landing in Griekenland.

## Rolverdeling
| Acteur              | Personage            |
| ------------------- | -------------------- |
| Colin Firth         | Ewen Montagu         |
| Matthew Macfadyen   | Charles Cholmondeley |
| Kelly Macdonald     | Jean Leslie          |
| Penelope Wilton     | Hester Leggett       |
| Johnny Flynn        | Ian Fleming          |
| Jason Isaacs        | John Godfrey         |
| Simon Russell Beale | Winston Churchill    |
| Paul Ritter         | Bentley Purchase     |
| Mark Gatiss         | Ivor Montagu         |
| Nicholas Rowe       | David Ainsworth      |
| Will Keen           | Salvador Gomez-Beare |
| Alexander Beyer     | Karl Kuhlenthal      |
| Lorne MacFadyen     | Roger Dearborn       |
| Hattie Morahan      | Iris Montagu         |
| Alex Jennings       | John Masterman       |
| Mark Bonnar         | St John Horsfall     |

## Release
De film ging in première op het British Film Festival 2021 in Australië.

## Ontvangst
De film ontving over het algemeen gunstige recensies van critici. Op Rotten Tomatoes heeft Operation Mincemeat een waarde van 85% en een gemiddelde score van 6,70/10, gebaseerd op 88 recensies. Op Metacritic heeft de film een gemiddelde score van 65/100, gebaseerd op 27 recensies.